# Oldřich Stránský
Oldřich Stránský (* 2. Juni 1921 in Most; † 18. Juli 2014 in Prag) war ein tschechischer Überlebender des Holocausts. Als Vorsitzender der Vereinigung befreiter politischer Häftlinge und ihrer Hinterbliebenen sowie des tschechischen Rats für NS-Opfer nahm er 1999 als Delegierter für Tschechien an den internationalen Verhandlungen über die Entschädigung ehemaliger NS-Zwangsarbeiter teil.

## Leben

### Bis 1945
Stránský besuchte eine tschechische Grundschule, seine Muttersprache war allerdings Deutsch. Die Familie zog Mitte der 1920er Jahre nach Český Brod, wo der Vater das Familiengeschäft, einen Getreidehandel, übernahm. Stránský besuchte zunächst das Gymnasium und später die Höhere Schule für Industrie und Maschinenbau in Prag-Smíchov, konnte aber nach der Errichtung des deutschen Protektorates Böhmen und Mähren 1939 die Matura aufgrund der deutschen antijüdischen Gesetzgebung nicht mehr ablegen. Vom Schulbesuch ausgeschlossen wurde er Hilfsarbeiter und arbeitete unter anderem bei einer Gartenbaufirma.
Im Juni 1941 ging Stránský auf Anweisung der Zentralstelle für jüdische Auswanderung in Prag gemeinsam mit etwa 300 weiteren jüdischen Männern in das „Umschulungslager Linden“ in Lípa bei Havlíčkův Brod zur Landarbeit. Die meisten seiner Familienangehörigen wurden währenddessen über das Ghetto Theresienstadt in das Vernichtungslager Treblinka und KZ Majdanek deportiert und ermordet. Am 19. September 1943 wurde Stránský ebenfalls in das Ghetto Theresienstadt verbracht und von dort Mitte Dezember 1943 in das KZ Auschwitz-Birkenau deportiert, wo er in das sogenannte „Familienlager“ kam und als Leichenträger eingesetzt wurde. Er überstand eine Selektion durch Josef Mengele und verließ Auschwitz am 30. Juni 1944 mit einem Transport. Im Juli kam er in das KZ Schwarzheide, ein Nebenlager des KZ Sachsenhausen, wo er Zwangsarbeit leistete. Am 22. April 1945 wurde er in Sachsenhausen durch die Rote Armee befreit.

### Nach 1945
Im Januar 1946 legte Stránský an der Höheren Schule für Industrie und Maschinenbau in Prag-Smíchow sein Abitur ab. Er engagierte sich in der tschechoslowakischen Sozialdemokratie und lehnte es nach dem Februarumsturz ab, der Kommunistischen Partei beizutreten. Ab 1948 arbeitete er bis zur Berentung als Ingenieur und Konstrukteur und wurde leitender Techniker des militärischen Projektinstituts. Nach der Wende von 1989 schloss er sich dem 1990 neu gegründeten Tschechischen Verband der Freiheitskämpfer (Český svaz bojovníků za svobodu) an, dessen Vorgängerorganisation er bereits zuvor angehört hatte, und engagierte sich in der Vereinigung befreiter politischer Häftlinge und deren Hinterbliebenen, deren Vorsitz er 1998 übernahm. Stránský setzte sich für die Entschädigung der Opfer des Nazi-Regimes ein. Er war Mitglied eines vom Deutsch-Tschechischen Zukunftsfonds eingerichteten Diskussionsforums und nahm als Delegierter tschechischer Opferverbände an den Verhandlungen über die Entschädigung von KZ-Opfern und Zwangsarbeitern teil. 2001 verklagte er gemeinsam mit vier anderen ehemaligen Zwangsarbeitern die Firma IBM in den USA auf Entschädigung.
Stránský besuchte viele deutsch-tschechische Treffen sowie Kundgebungen gegen den Antisemitismus und stellte sich als Zeitzeuge für Gespräche in Schulen zur Verfügung.
Außerdem nahm Stránský wiederholt an Diskussionen zum Thema „Aussöhnung zwischen Tschechen und Sudetendeutschen“ teil, die unter anderem vom Sudetendeutschen Büro in Prag initiiert wurden. 2004 wurde er deshalb als Vorsitzender der Vereinigung befreiter politischer Häftlinge abgesetzt, ging dagegen aber erfolgreich gerichtlich vor. 2005 wurde er wegen „zu freundschaftlicher Kontakte“ zu den Nachkriegsvertriebenen vom tschechischen Verband der Freiheitskämpfer ausgeschlossen.
Für sein Engagement für die deutsch-tschechische Verständigung wurde er 2009 mit dem Verdienstkreuz erster Klasse der Bundesrepublik Deutschland ausgezeichnet.

## Veröffentlichungen
- Oldřich Stránský: Es gibt keine Gerechtigkeit auf Erden. Erinnerungen eines tschechischen Auschwitz-Überlebenden. Übersetzt von Anna Knechtel, Böhlau, Wien/Köln/Weimar 2010, ISBN 978-3-205-78430-2 (Originaltitel: Není spravedlnosti na zemi).